# Louis Alloin
Pour les articles homonymes, voir Alloin.
Pour l’article ayant un titre homophone, voir Louis Alloing.
Louis Alloin est un homme politique français, né le 3 août 1906 à La Clayette (Saône-et-Loire), décédé le 28 décembre 1978 à Nice.

## Biographie
Né dans une famille nombreuse, il fait des études aux écoles d'arts et métiers et de commerce de Roanne, et dirige plus tard une bonneterie. 
Durant l'Occupation, il s'engage activement dans la Résistance et préside le Comité départemental de libération de Bron en 1944.
Après la Libération, il est élu conseiller général du Rhône et maire de Bron, mais refuse ce poste, restant conseiller municipal. Sympathisant de la SFIO, il rejoint le Rassemblement du peuple français (RPF, gaulliste) dès sa création en 1947.
En 1955, il rejoint l'UDCA de Pierre Poujade, qu'il représente à Lyon. Il est élu député du Rhône en janvier 1956, et siège dans le groupe Union et fraternité française.
Siégeant à la Commission des affaires économiques, il dépose plusieurs projets de loi, mesures fiscales et sociales pour la plupart.
À la suite d'un désaccord avec Pierre Poujade sur la crise du canal de Suez — Alloin ainsi que Marius Bretin, Émile Luciani, Jean-Pierre Parrot et Jean Dides, apparenté au groupe UFF, votent, le 31 octobre 1956, pour l'intervention de Suez —, il quitte en novembre, avec Jean Dides et Émile Luciani, le groupe UFF, et rejoint ensuite le groupe Rassemblement des gauches républicaines.
En janvier 1957 paraît le premier numéro du mensuel Volonté française, « La voix des travailleurs, des commerçants, des artisans, des paysans et des combattants et jeunes de France - Organe du Mouvement national d'action civique et sociale » (MNACS). Le mouvement sus-mentionné est officiellement créé par Louis Alloin, après avoir été déclaré le 20 mars à la préfecture du Rhône ; il a pour objet de « Rassembler les catégories professionnelles de Français afin de leur permettre de promouvoir une action s'inspirant des intérêts français dans le cadre d'un État rénové, équitable pour tous. »
Il vote l'investiture du général de Gaulle le 1er juin 1958.